# アウトサイダー (Awesome City Clubの曲)
「アウトサイダー」は、Awesome City Clubの配信限定シングルである。

## 解説
- アルバム「Awesome City Tracks 2」先行シングル、クラウドファンディング限定シングルであり、CD及び7インチの2形態となっている。

## 収録曲
1. アウトサイダー
  - 2018年1月20日から2024年2月10日まで秋田朝日放送（AAB）「サタナビっ!」でテーマ曲として使用されていた（単発スペシャル除く）。

1. Pray